# Episodi di The Office
La serie televisiva britannica The Office è composta da un totale di 14 episodi, trasmessi tra il 2001 e il 2003 dall'emittente televisiva BBC e in Italia su Jimmy dal febbraio 2004.

## Prima stagione
| nº | Titolo originale | Titolo italiano         | Prima TV UK    | Prima TV Italia |
| -- | ---------------- | ----------------------- | -------------- | --------------- |
| 1  | Downsize         | I tagli                 | 9 luglio 2001  |                 |
| 2  | Work Experience  | L'esperienza lavorativa | 16 luglio 2001 |                 |
| 3  | The Quiz         | Il quiz                 | 23 luglio 2001 |                 |
| 4  | Training         | La formazione           | 30 luglio 2001 |                 |
| 5  | New Girl         | La ragazza nuova        | 13 agosto 2001 |                 |
| 6  | Judgment         | Il giudizio             | 20 agosto 2001 |                 |

## Seconda stagione
| nº | Titolo originale | Titolo italiano | Prima TV UK       | Prima TV Italia |
| -- | ---------------- | --------------- | ----------------- | --------------- |
| 1  | Merger           | La fusione      | 30 settembre 2002 |                 |
| 2  | Appraisals       | Le valutazioni  | 7 ottobre 2002    |                 |
| 3  | Party            | La festa        | 14 ottobre 2002   |                 |
| 4  | Motivation       | Le motivazioni  | 21 ottobre 2002   |                 |
| 5  | Charity          | Beneficenza     | 28 ottobre 2002   |                 |
| 6  | Interview        | Il colloquio    | 4 novembre 2002   |                 |

## Speciali natalizi
| nº | Titolo originale | Titolo italiano | Prima TV UK      | Prima TV Italia |
| -- | ---------------- | --------------- | ---------------- | --------------- |
| 1  | Part 1           | Parte 1         | 26 dicembre 2003 | 21 luglio 2004  |
| 2  | Part 2           | Parte 2         | 27 dicembre 2003 | 21 luglio 2004  |